# Dwergglimmer
De dwergglimmer (Amara tibialis) is een keversoort uit de familie van de loopkevers (Carabidae). De wetenschappelijke naam van de soort werd in 1798 gepubliceerd door Gustaf von Paykull.